# Isdalsegga
Isdalsegga är en bergstopp i Antarktis. Den ligger i Östantarktis. Norge gör anspråk på området. Toppen på Isdalsegga är 2 540 meter över havet.
Terrängen runt Isdalsegga är huvudsakligen kuperad, men västerut är den bergig. Trakten är obefolkad. Det finns inga samhällen i närheten.